# 正親町三条実蔭
正親町三条 実蔭（おおぎまちさんじょう さねかげ）は、鎌倉時代前期の公卿。権大納言・正親町三条公氏の子。母は按察使藤原泰通の娘。初名は実茂。官位は従三位・参議、備中権守。

## 経歴
以下、『公卿補任』と『尊卑分脈』の内容に従って記述する。
- 建保3年（1215年）2月15日、侍従に任ぜられる。
- 建保7年（1219年）1月22日、遠江権介を兼ねる。
- 承久3年（1221年）8月29日、従五位上に昇叙。12月12日、右少将に任ぜられる。
- 貞応元年（1222年）11月22日、正五位下に昇叙[3]。
- 元仁元年（1224年）1月23日、従四位下に昇叙。
- 嘉禄3年（1227年）1月26日、右中将に転任。
- 安貞2年（1228年）1月5日、従四位上に昇叙[4]。
- 貞永元年（1232年）1月5日、正四位下に昇叙[5]。
- 貞永2年（1233年）1月24日、相模介を兼ねる。
- 嘉禎4年（1238年）1月22日、前年に薨去した父・公氏の喪から明けて復任。4月20日、蔵人頭に補される。
- 延応元年（1239年）1月24日、参議に任ぜられる。右中将はもとの如し。10月28日、従三位に叙される。
- 延応2年（1240年）1月20日、備中権守を兼ねる。
- 仁治2年（1241年）5月5日、薨去。

## 系譜
- 父：正親町三条公氏（1182-1237）
- 母：藤原泰通の娘
- 妻：道寛の娘
  - 嫡男：正親町三条公貫（1238-1315）
- 生母不明の子女
  - 男子：正親町三条公行
  - 男子：正親町三条公蔭
  - 男子：正親町三条公種
  - 男子：公遍